# Estação Alameda (Metropolitano de Lisboa)
Alameda é uma estação dupla do Metropolitano de Lisboa, onde se interligam as linhas Verde e Vermelha. Situa-se no município de Lisboa, em Portugal, entre as estações Areeiro e Arroios, na Linha Verde, e Saldanha e Olaias, na Linha Vermelha. O tempo máximo de circulação pedonal entre as duas estações é dado pela empresa como 2 minutos e 57 segundos.

## Descrição
Esta estação está localizada na Av. Almirante Reis, junto ao cruzamento com a Alameda Dom Afonso Henriques. A estação possibilita o acesso à Alameda Dom Afonso Henriques, à Fonte Luminosa e ao Instituto Superior Técnico. À semelhança das mais recentes estações do Metropolitano de Lisboa, está equipada para poder servir passageiros com deficiências motoras, contando com vários elevadores e escadas rolantes que facilitam o acesso às plataformas.

### Estação da Linha Verde
Foi inaugurada a 18 de junho de 1972 em conjunto com as estações Arroios, Areeiro, Roma e Alvalade, no âmbito da expansão desta linha à zona de Alvalade. O projeto arquitetónico original é da autoria do arquiteto Dinis Gomes e as intervenções plásticas da pintora Maria Keil.

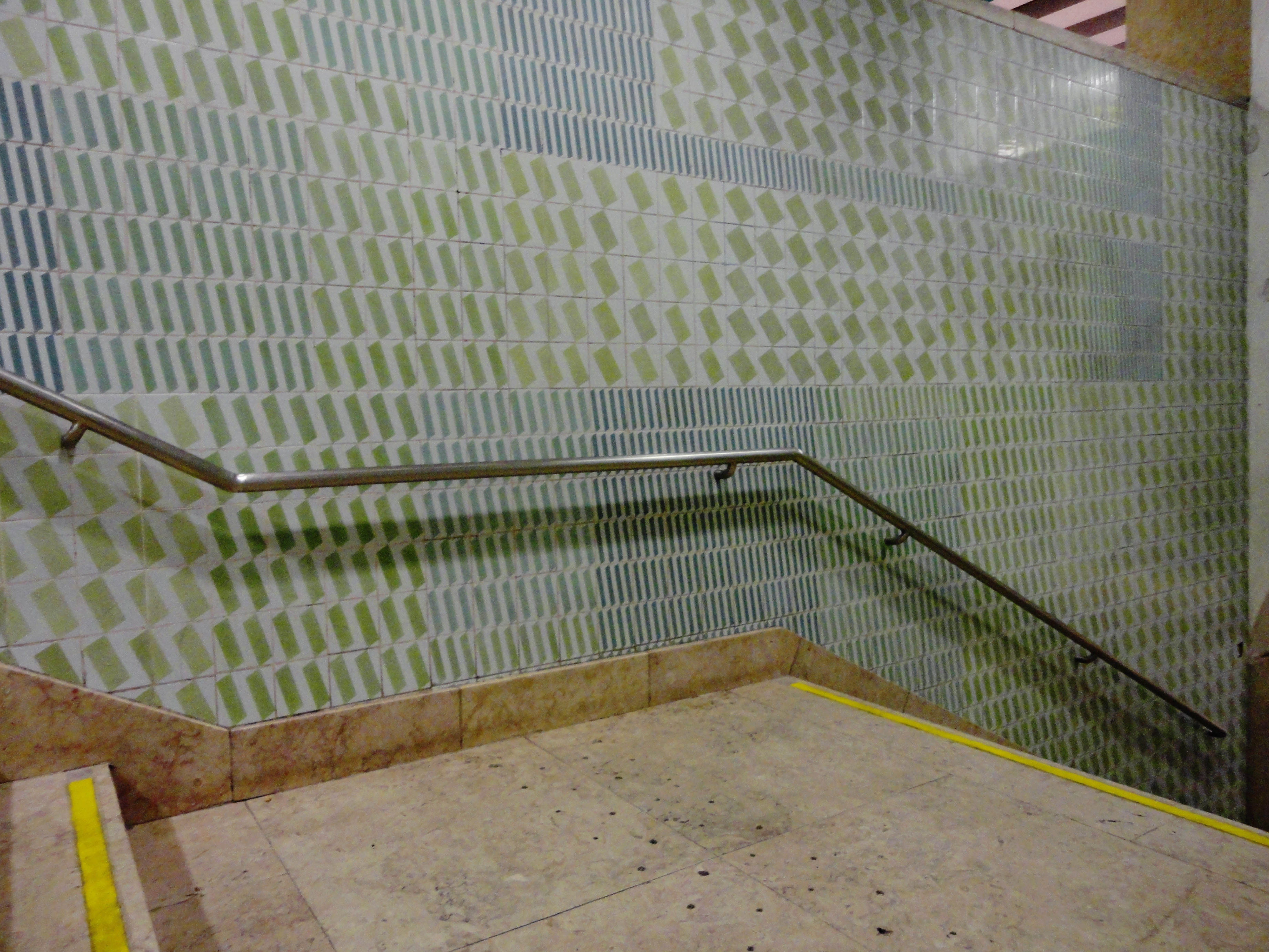
Átrio da estação da Linha Verde
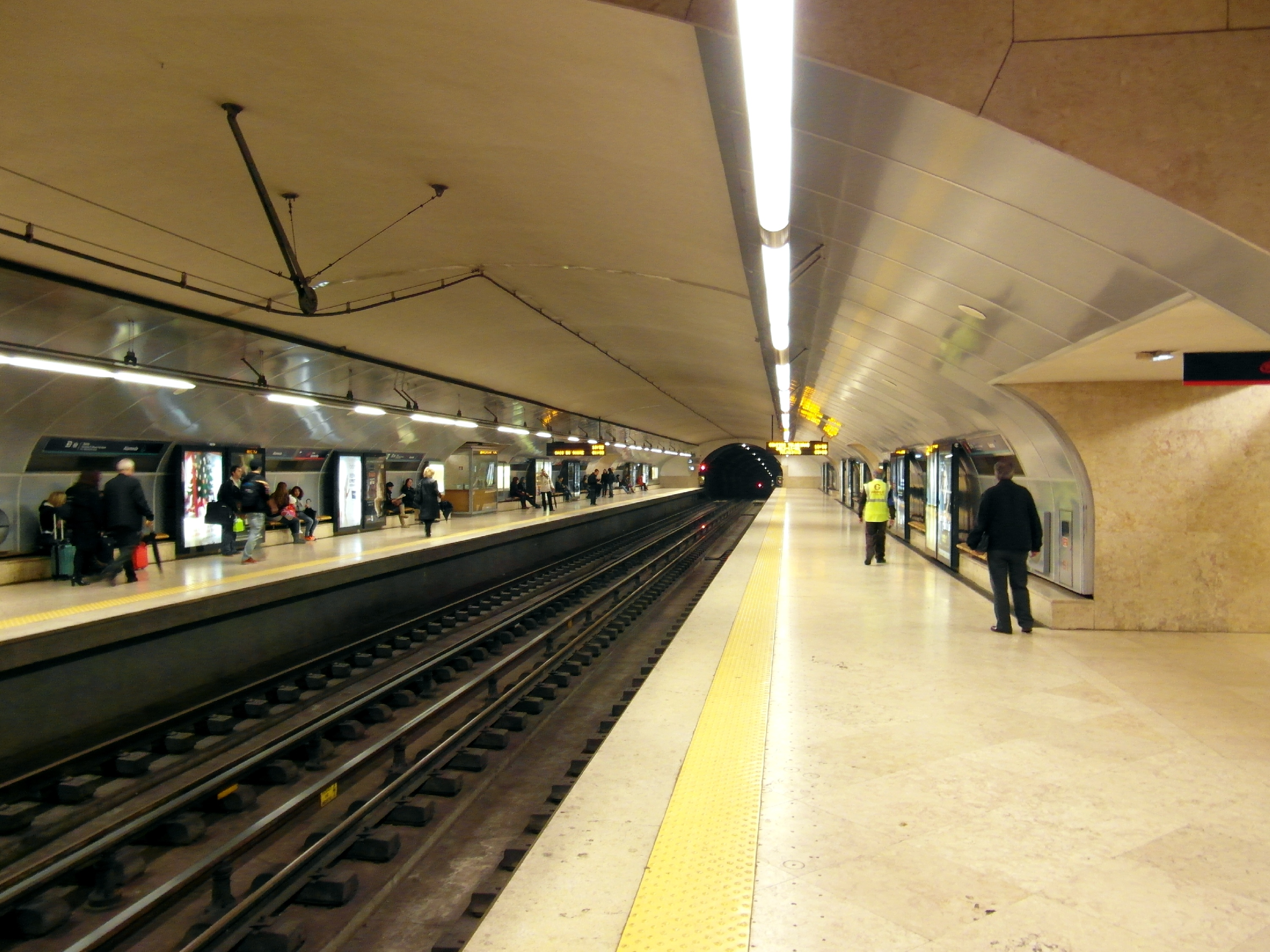
Plataformas da estação da Linha Verde

### Estação da Linha Vermelha
Foi inaugurada a 19 de maio de 1998 em conjunto com as estações Olaias, Bela Vista, Chelas, e Oriente, no âmbito da construção da Linha Vermelha, com vista ao alargamento da rede à zona da Expo’98. O projeto arquitetónico é da autoria do arquiteto Manuel Tainha e as intervenções plásticas dos artistas plásticos Costa Pinheiro e Juhana Blomstedt, e do escultor Alberto Carneiro.

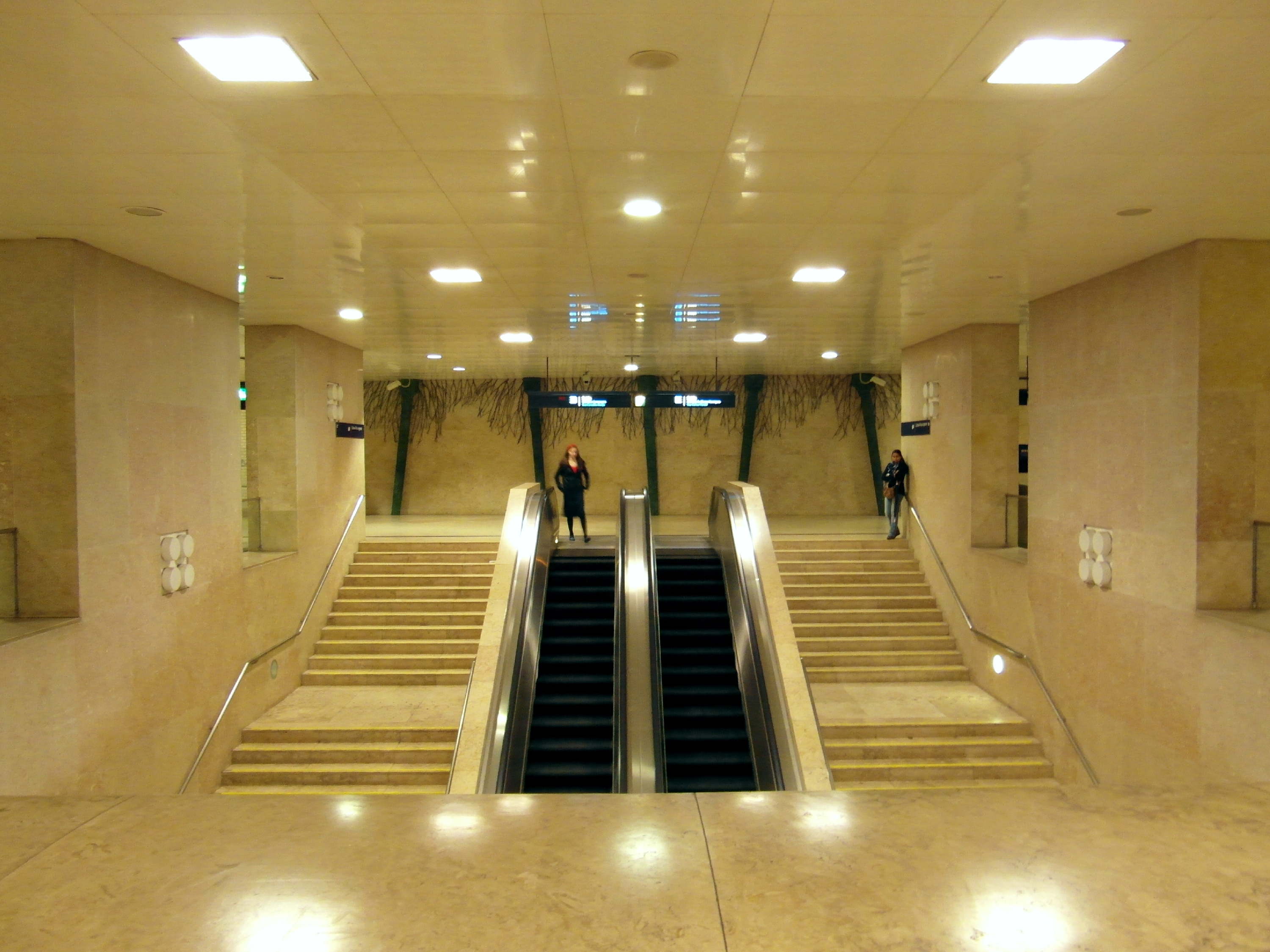
Átrio da estação da Linha Vermelha
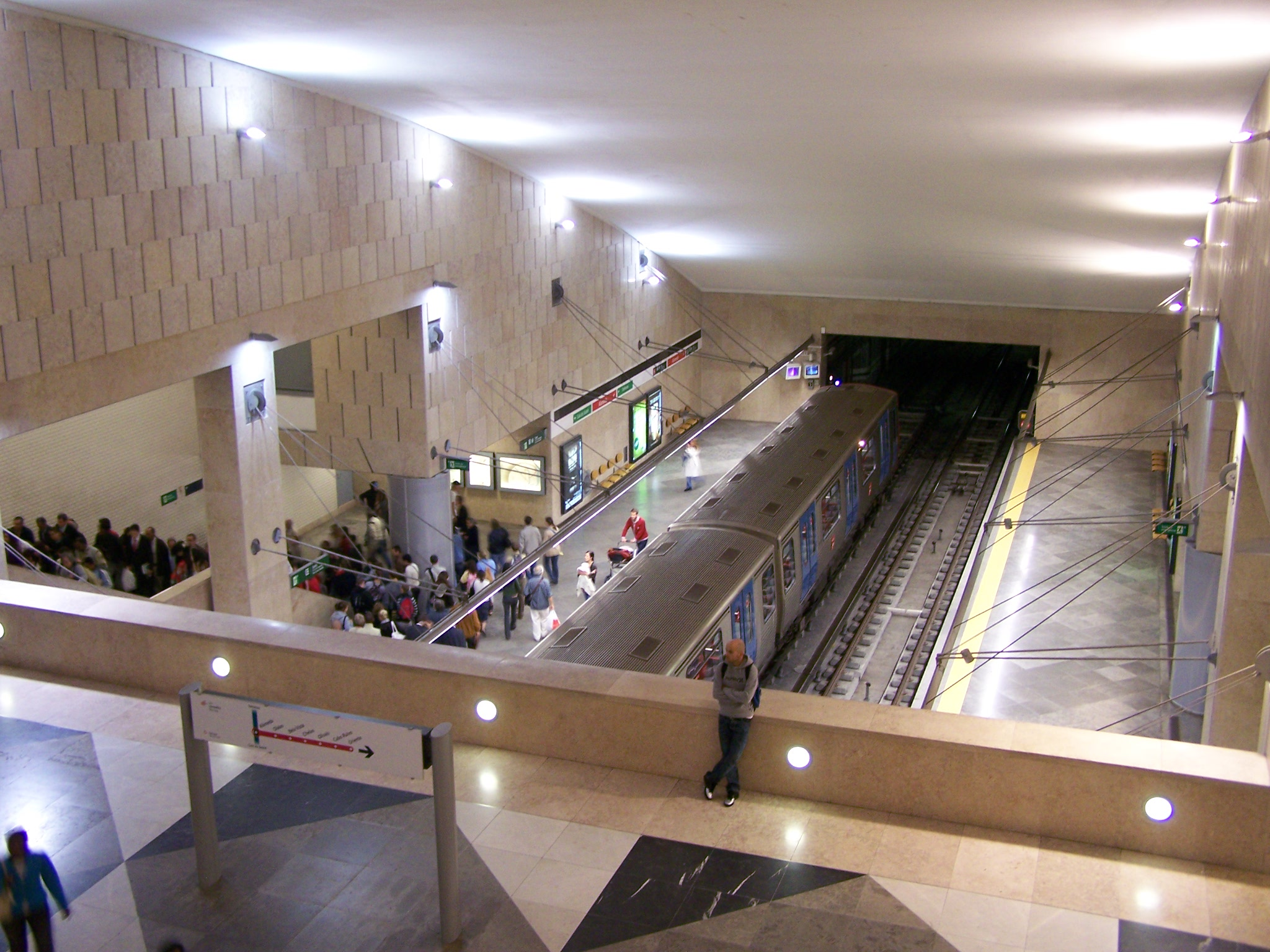
Plataformas da estação da Linha Vermelha

## História
Na madrugada do 19 de outubro de 1997, enquanto decorriam as obras de remodelação da estação com o objetivo de construir a Linha Vermelha, ocorreu aí um incêndio, vitimando dois trabalhadores.
O incêndio deveu-se a uma enorme explosão que destruiu todo o trabalho feito. Os materiais que estavam a ser usados eram bastante tóxicos e deviam ser manuseados com bastante cuidado, e durante muito tempo acreditou-se que tinha sido o mau manuseamento desses químicos a causa da explosão, até porque essa noite foi caracterizada por um tempo muito instável, com rajadas de vento forte, chuva e trovoada. Porém, veio a descobrir-se meses mais tarde que não existiu uma relação direta com os químicos e com o mau tempo, embora estes dois fatores tenham contribuído para o incidente. Um projetor luminoso ficou ligado por esquecimento e sobreaqueceu alguns desses químicos, provocando libertação de gases tóxicos. Tratando-se de uma zona subterrânea e completamente fechada, a concentração de gases tóxicos atingiu níveis muito elevados e o sobreaquecimento levou à explosão dos mesmos.[carece de fontes?]

## Remodelação

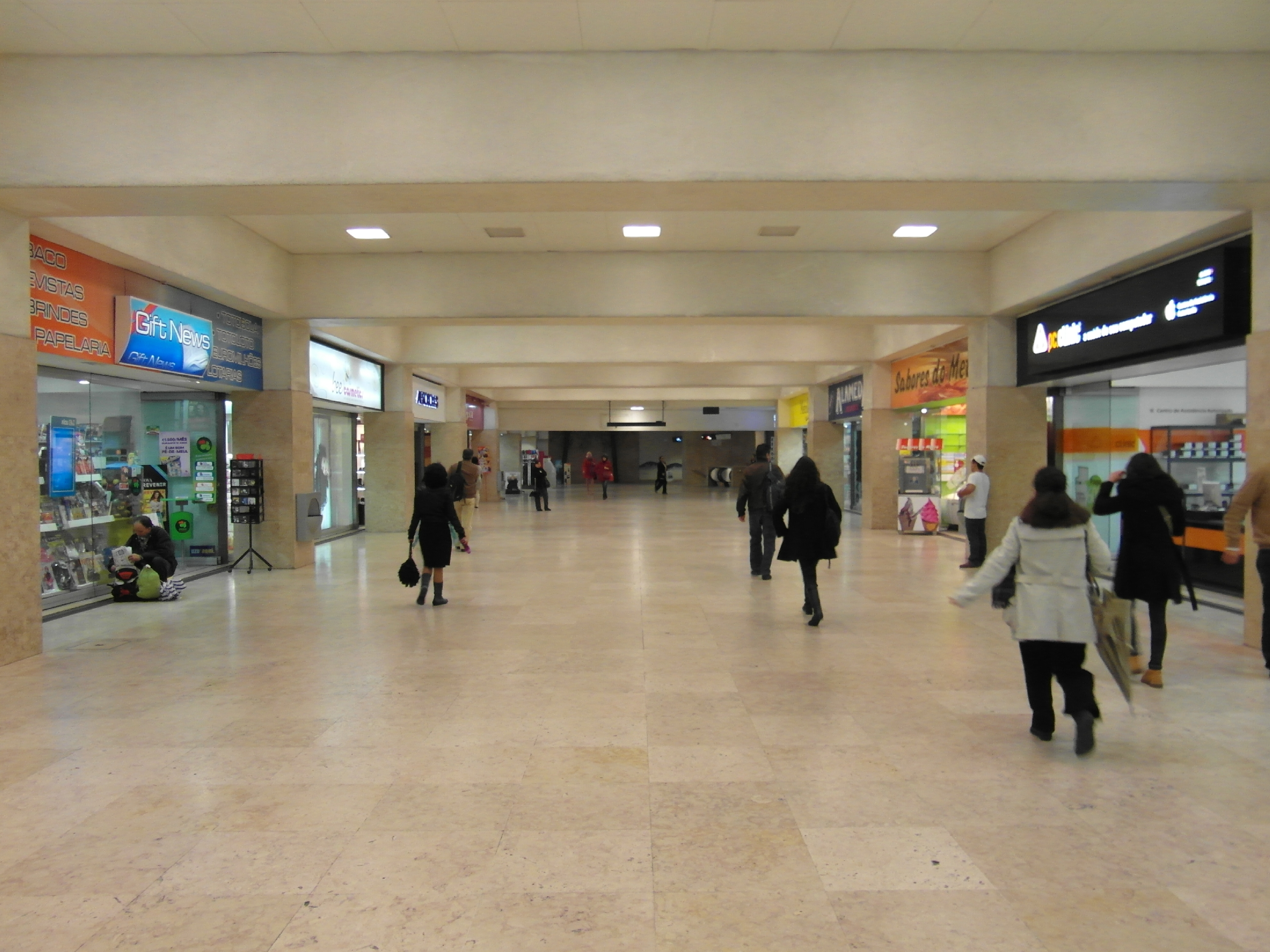
Galeria de ligação entre as estações das linhas e

A 3 de março de 1998 foi concluída a remodelação completa da estação da Linha Verde com base num projeto arquitetónico da autoria do arquiteto Manuel Tainha e as intervenções plásticas do pintor Noronha da Costa. A remodelação integrou-se nas obras de prolongamento das plataformas da estação existente e da construção da Linha Vermelha, que implicou a construção de uma galeria de ligação à nova estação da Linha Vermelha.

## Acessos
Esta estação conta com oito acessos pedonais e um elevador entre o átrio e a superfície:
- Acesso 1 - está localizado no passeio nascente da Av. Almirante Reis, no topo norte do cruzamento com a Alameda Dom Afonso Henriques. Está direcionado para norte e conta com escadas pedonais.
- Acesso 2 - está localizado no passeio poente da Av. Almirante Reis, no topo norte do cruzamento com a Alameda Dom Afonso Henriques. Está direcionado para norte e conta com escadas pedonais.
- Acesso 3 - está localizado no passeio norte da Alameda Dom Afonso Henriques, próximo do cruzamento com a Av. Almirante Reis. Está direcionado para poente e conta com escadas pedonais.
- Acesso 4 - está localizado no passeio norte da Alameda Dom Afonso Henriques, próximo do cruzamento com a Av. Almirante Reis. Está direcionado para nascente e conta com escadas pedonais.
- Acesso 5 - está localizado no passeio poente da zona central da Alameda Dom Afonso Henriques, no cruzamento com a Av. Almirante Reis. Está direcionado para sul e conta com escadas pedonais.
- Acesso 6 - está localizado no passeio nascente da zona central da Alameda Dom Afonso Henriques, no cruzamento com a Av. Almirante Reis. Está direcionado para sul e conta com escadas pedonais.
- Acesso 7 - está localizado no passeio sul da Alameda Dom Afonso Henriques, próximo do cruzamento com a Rua Carlos Mardel. Está direcionado para poente e conta com escadas pedonais.
- Acesso 8 - está localizado no passeio sul da Alameda Dom Afonso Henriques, próximo do cruzamento com a Rua Rosa Damasceno e a Rua Actor Isidoro. Está direcionado para nascente e conta com escadas pedonais.
- Elevador - está localizado no passeio nascente da zona central da Alameda Dom Afonso Henriques, no cruzamento com a Av. Almirante Reis, direcionado para nascente.